# Aldeanueva del Codonal
Aldeanueva del Codonal es un municipio y localidad de España, en la provincia de Segovia, comunidad autónoma de Castilla y León. Tiene una superficie de 22,09 km² y forma parte del territorio de la Campiña Segoviana.

## Geografía

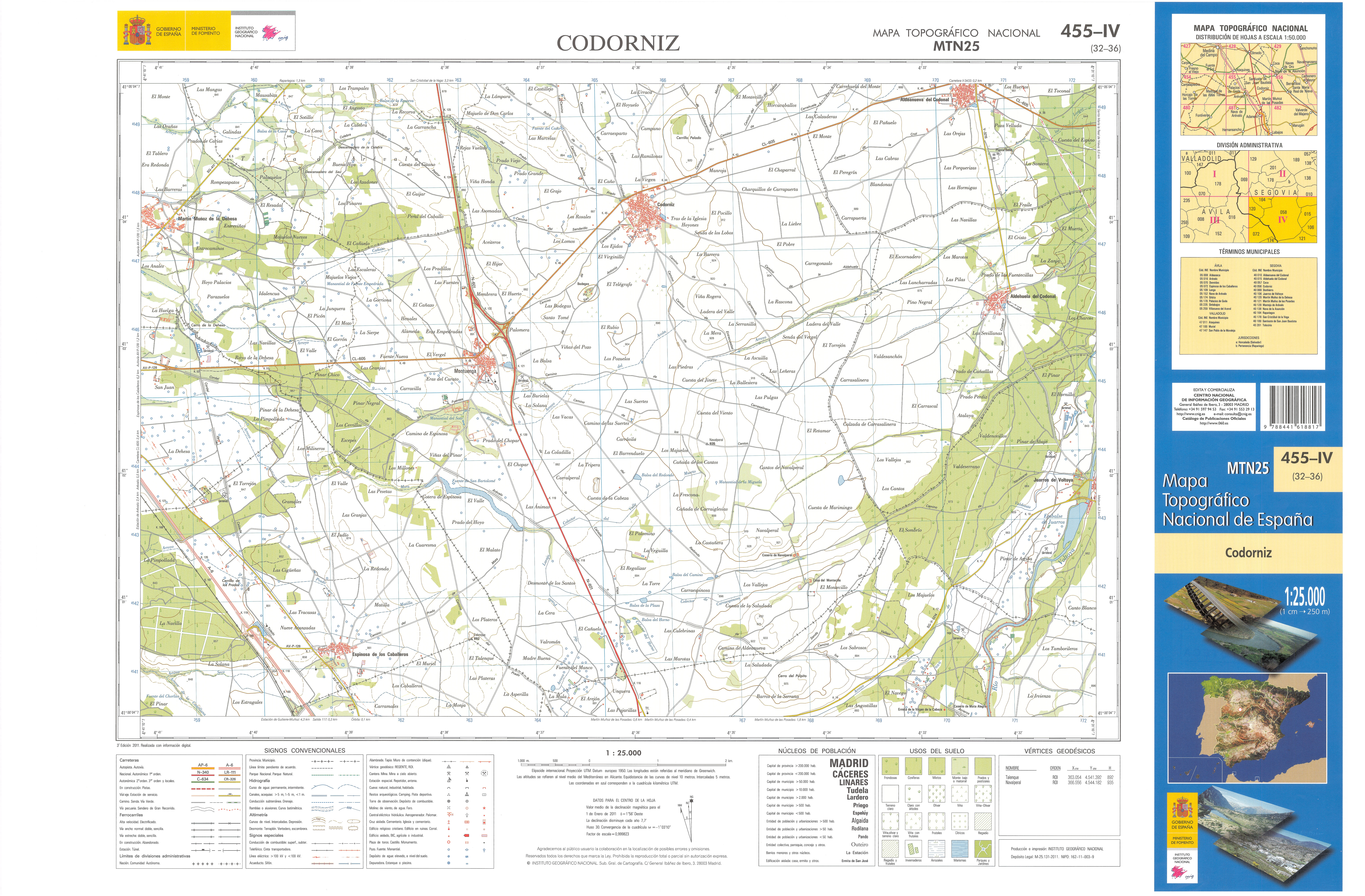
Fragmento de la hoja 455 del Mapa Topográfico Nacional de España de 2011 en el que se representa parte de Aldeanueva de Codonal

| Noroeste: Codorniz | Norte: Nava de la Asunción | Noreste: Nava de la Asunción |
| Oeste: Codorniz    |                            | Este: Nieva                  |
| Suroeste: Codorniz | Sur: Aldehuela del Codonal | Sureste: Juarros de Voltoya  |

## Historia
A mediados del siglo XIII a Aldeanueva del Codonal, se la nombraba como Aldeanueva del Codonar, haciendo clara alusión al lugar donde fue fundada la villa, esto es, sobre un terreno pedregoso ocupado por cantos rodados, también llamados codones. Estos cantos eran utilizados por los trilleros para sacar lascas que se enchiflaban en los trillos.

## Geografía humana

### Demografía
Cuenta con una población de 108 habitantes (INE 2024).
| Gráfica de evolución demográfica de Aldeanueva del Codonal entre 1842 y 2021                                          |
| |
| Población de derecho según los censos de población del INE. Población de hecho según los censos de población del INE. |

### Economía

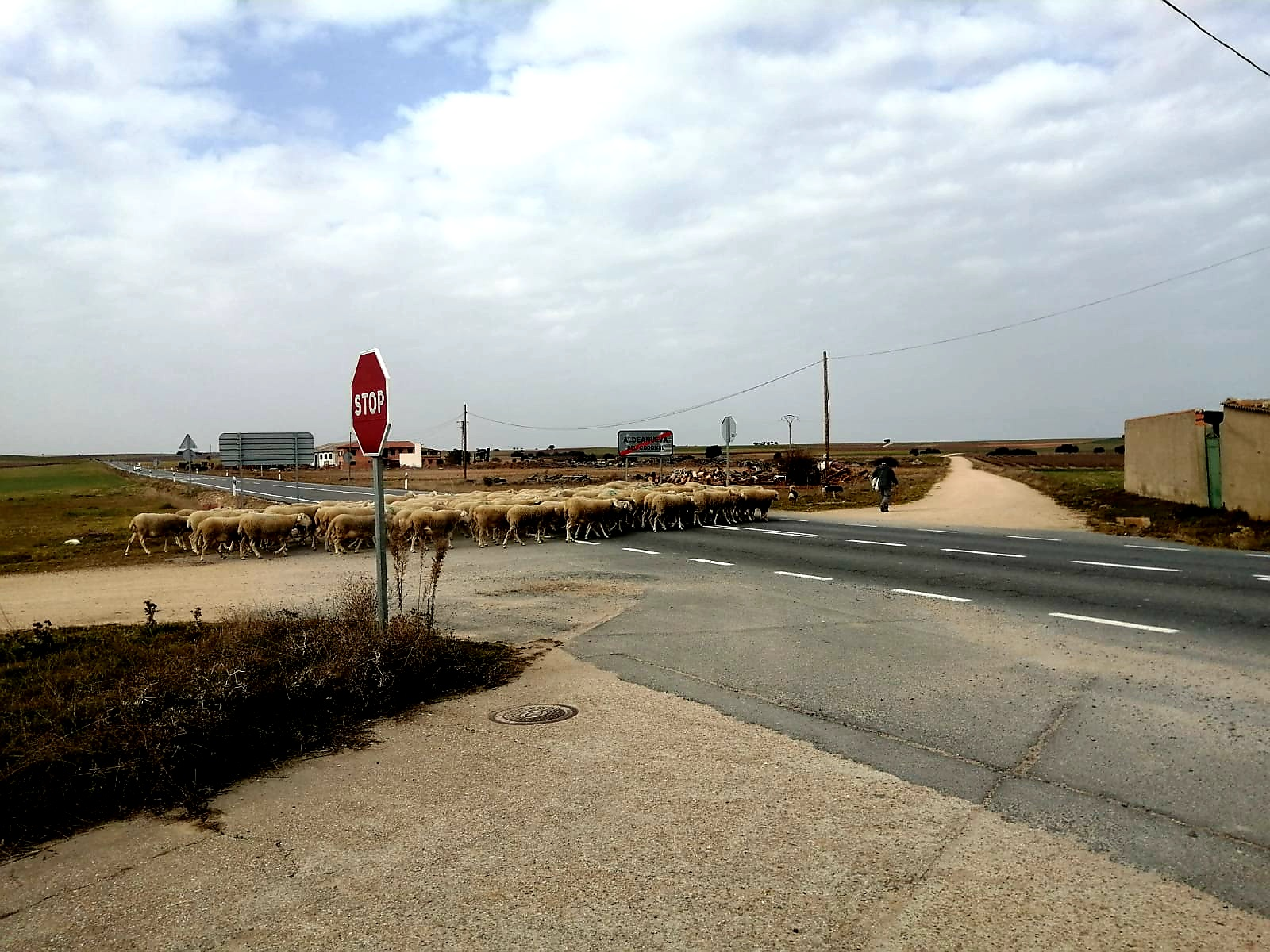
Rebaño de ovejas en Aldeanueva del Codonal

Coexisten actividades ganaderas y agrícolas, entre de la que los principales cultivos son la vid y los cereales.

## Administración
| Periodo   | Nombre                                                                 | Partido   |
| --------- | ---------------------------------------------------------------------- | --------- |
| 1979-1983 | Antonio Sanz Sanz                                                      | UCD       |
| 1983-1987 | Antonio Sanz Sanz                                                      | AP-PDP-UL |
| 1987-1991 | Enrique Sacristán Arribas                                              | PDP       |
| 1991-1995 | Santiago Gómez Martín                                                  | PP        |
| 1995-1999 | Santiago Gómez Martín                                                  | PP        |
| 1999-2003 | Alfonso Agüero Martín                                                  | PP        |
| 2003-2007 | Alfonso Agüero Martín                                                  | PP        |
| 2007-2011 | Luis Miguel Sáez Díaz                                                  | PP        |
| 2011-2015 | Pedro Gómez Sanz (2011-2014)María del Pilar Arribas Agüero (2014-2015) | PP        |
| 2015-2019 | María del Pilar Arribas Agüero                                         | PP        |
| 2019-2023 | María del Pilar Arribas Agüero                                         | PP        |
| 2023-act. | María del Pilar Arribas Agüero                                         | PP        |

## Monumentos y lugares de interés

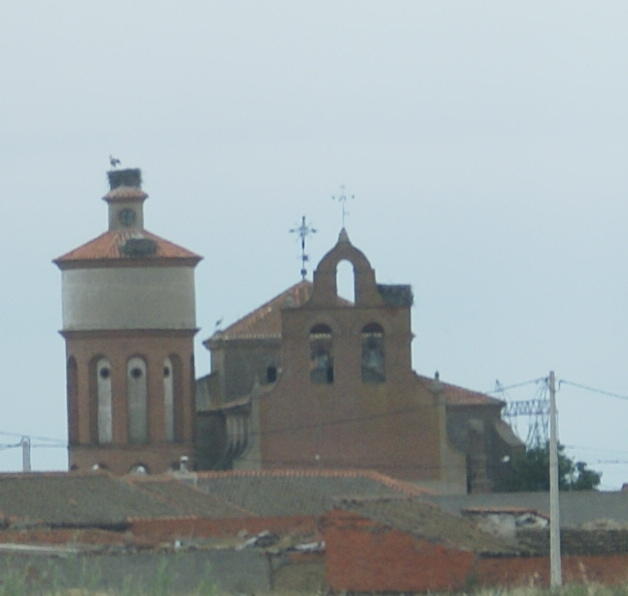
Iglesia y depósito

Iglesia parroquial de Nuestra Señora de la Asunción.
Se trata de un edificio barroco construido con ladrillos de cal y canto. Cuenta con cinco retablos dedicados, además de a Nuestra Señora de la Asunción a Nuestra Señora del Rosario, a Cristo Crucificado, a San José y a San Luis Gonzaga. 

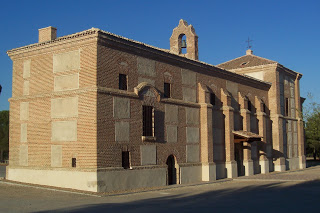
Ermita de Nuestra Señora del Pinarejo
Se sitúa a unos tres kilómetros del pueblo de Aldeanueva del Codonal. Está cerca del lugar en el que se cruzan la Cañada Real Leonesa Oriental con la carretera de Segovia a Arévalo, lugar del que parte el cordel denominado Camino del Moro, a orillas del río Voltoya y próxima a un manantial conocido como Fuente de la Virgen.
Existió un edificio anterior al que hoy se contempla con el nombre de “Ermita del Pinarexo” o simplemente “El Pinarexo”. Delante de ese edificio debió de erigirse una cruz de granito que se conserva frente a la entrada principal de la ermita, en cuyo pedestal aparece la fecha de 1566
El edificio actual se erige en el mismo sitio en el que se levantó un edificio anterior, de menor tamaño, también dedicado a Nuestra Señora del Pinarejo. El aspecto actual de la ermita responde a las reformas y ampliaciones realizadas a lo largo de tres impulsos constructivos fundamentales. En la segunda mitad del siglo XVII se inicia la reforma de la iglesia, desmantelando solamente la cabecera de la antigua ermita y manteniendo en pie el resto del edificio. Con posterioridad, en 1738, se decide la demolición de la nave que quedaba en pie, ejecutándose la actual, quedando la ermita concluida. Hacia 1800 tiene lugar la última campaña constructiva, probablemente por iniciativa de los cofrades, erigiéndose la edificación adosada a los pies de la iglesia para acoger la llamada Sala de los Hermanos o del Cabildo, así como la vivienda del santero.
El conjunto, aunque realizado en distintas fases, parece responder a un criterio unitario, logrando la integración armónica de las sucesivas fábricas. Su trazado en la planta se organiza mediante el empleo de una geometría sencilla basada en el cuadrado y en el círculo, que podríamos calificar de funcional, como respuesta a la lógica demanda de facilidad constructiva. Espacialmente se articula a través de volúmenes cúbicos, tan del gusto de barroco, que se traducen claramente en los alzados. La ermita constituye un espacio unitario bien iluminado y con excelentes condiciones acústicas y visuales, pudiéndose abarcar el interior de un solo golpe de vista.
Se utilizaron en la construcción las tapias de calicanto aprovechando la abundancia de cantos rodados dada la proximidad del río. Se refuerzan con machos de ladrillo en verrugadas y cadenas y en las esquinas, utilizando también el ladrillo para la ejecución de los contrafuertes y una línea de imposta resaltada bajo el nivel de las ventanas, que recorre el perímetro de la Iglesia. El ladrillo se ha empleado también para componer el alzado del zócalo ( hoy cubierto por una gruesa capa de mortero de centeno) y formar la línea de cornisa bajo el tejado, explotando al máximo su potencial ornamental en la construcción de los vanos y la espadaña. El pavimento también estuvo ejecutado en ladrillo. Todavía se conservan restos del solado original en la sacristía y el coro.
Esta advocación de la Virgen tiene mucha devoción en la comarca. Se la lleva al pueblo el día 2 de mayo, fiesta de San Segundo, en procesión. Durante ese mes se la reza todos los días el Rosario en la Iglesia y cuando termina la mencionada novena se vuelve a bajar la imagen en procesión la víspera de su fiesta. 

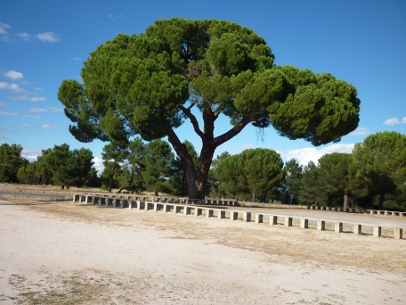
Pino de la Virgen
Está situado junto a la ermita de Nuestra Señora del Pinarejo. Se trata de un árbol singular y corresponde a la especie Pinus pinea (pino piñonero). El fuste principal está bifurcado a los tres metros de suelo en dos troncos muy gruesos. La copa es asimétrica. Su edad aproximada es de 200 años. Se consagró a la Virgen tras la caída del puente cercano a la ermita que dificultó el acceso de las tropas francesas al pueblo.

## Festividades y eventos
Las principales fiestas son las siguientes: 
- San Andrés (30 de noviembre).
- Santa Águeda (5 de febrero).
- Nuestra Señora del Pinarejo (Domingo siguiente al de Pentecostés).
- Nuestra Señora de la Asunción (15 de agosto).